# Phaca
Phaca là một chi thực vật có hoa trong họ Đậu.